# Xenesthis avanzadora
Espèce
Xenesthis avanzadora est une espèce d'araignées mygalomorphes de la famille des Theraphosidae.

## Distribution
Cette espèce est endémique de l'État de Zulia au Venezuela,. Elle se rencontre vers Casigua-El Cubo.

## Description
Le mâle holotype mesure 67,2 mm.

## Systématique et taxinomie
Cette espèce a été décrite par Sherwood, Gabriel, Peñaherrera-R., Brescovit et Lucas en 2023.

## Étymologie
Cette espèce est nommée en l'honneur de Juana Ramírez dite La Avanzadora.

## Publication originale
- Sherwood, Gabriel, Peñaherrera-R., Brescovit & Lucas, 2023 : « On the tarantula genus Xenesthis Simon, 1891, with description of a new species from Venezuela (Araneae: Theraphosidae). » Taxonomy, vol. 3, p. 509-527.